# Kathryn Greenslade
Kathryn Greenslade (18 de enero de 1998) es una deportista británica que compite en natación, especialista en el estilo libre. Ganó dos medallas en el Campeonato Europeo de Natación de 2018, oro en la prueba de 4 × 200 m libre y bronce en 4 × 200 m libre mixto.

## Palmarés internacional
| Campeonato Europeo | Campeonato Europeo     | Campeonato Europeo | Campeonato Europeo    |
| Año                | Lugar                  | Medalla            | Prueba                |
| ------------------ | ---------------------- | ------------------ | --------------------- |
| 2018               | Glasgow ( Reino Unido) | Medalla de oro     | 4 × 200 m libre       |
| 2018               | Glasgow ( Reino Unido) | Medalla de bronce  | 4 × 200 m libre mixto |